# Lamelodisc

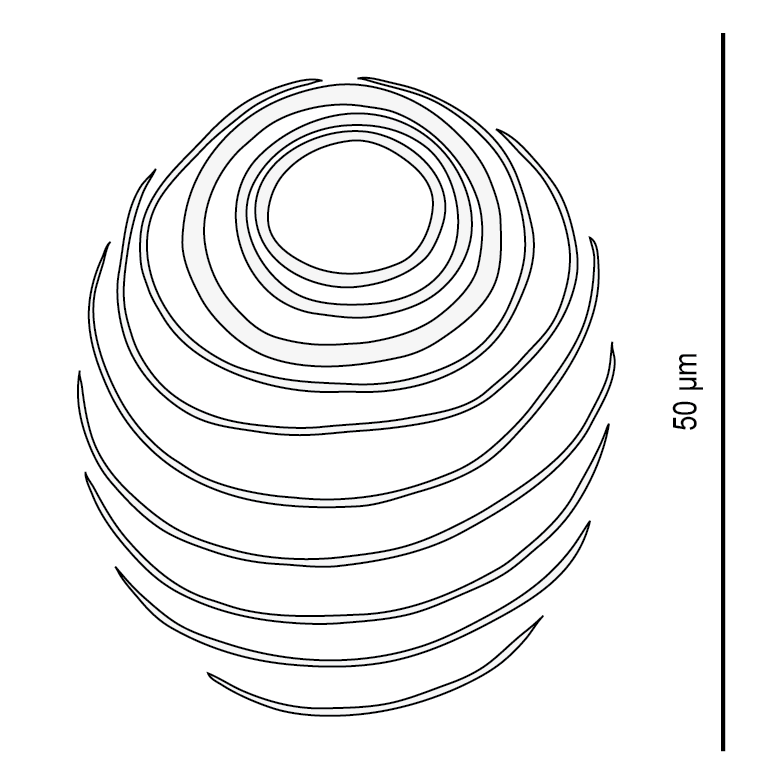
Lamelodiscul speciei Calydiscoides euzeti din familia Diplectanidae

Lamelodiscurile sunt structuri epidermale, găsite la anumiți monogeneeni din familia Diplectanidae. În mod tipic, există două lamelodiscuri, unul dorsal și unul ventral, localizate pe haptor. Ele sunt formate din lamele concentrice încorporate în epidermă și sunt considerate un tip aparte de squamodiscuri, structuri omoloage găsite la alți membri din aceeași familie, dar compuse din rânduri de solzi în loc de lamele.
Lamelodiscurile se găsesc la membrii genurilor Lamellodiscus și Calydiscoides. Furnestinia echeneis se remarcă prin faptul că posedă un singur lamelodisc, nu două.